# Amir Hetsroni

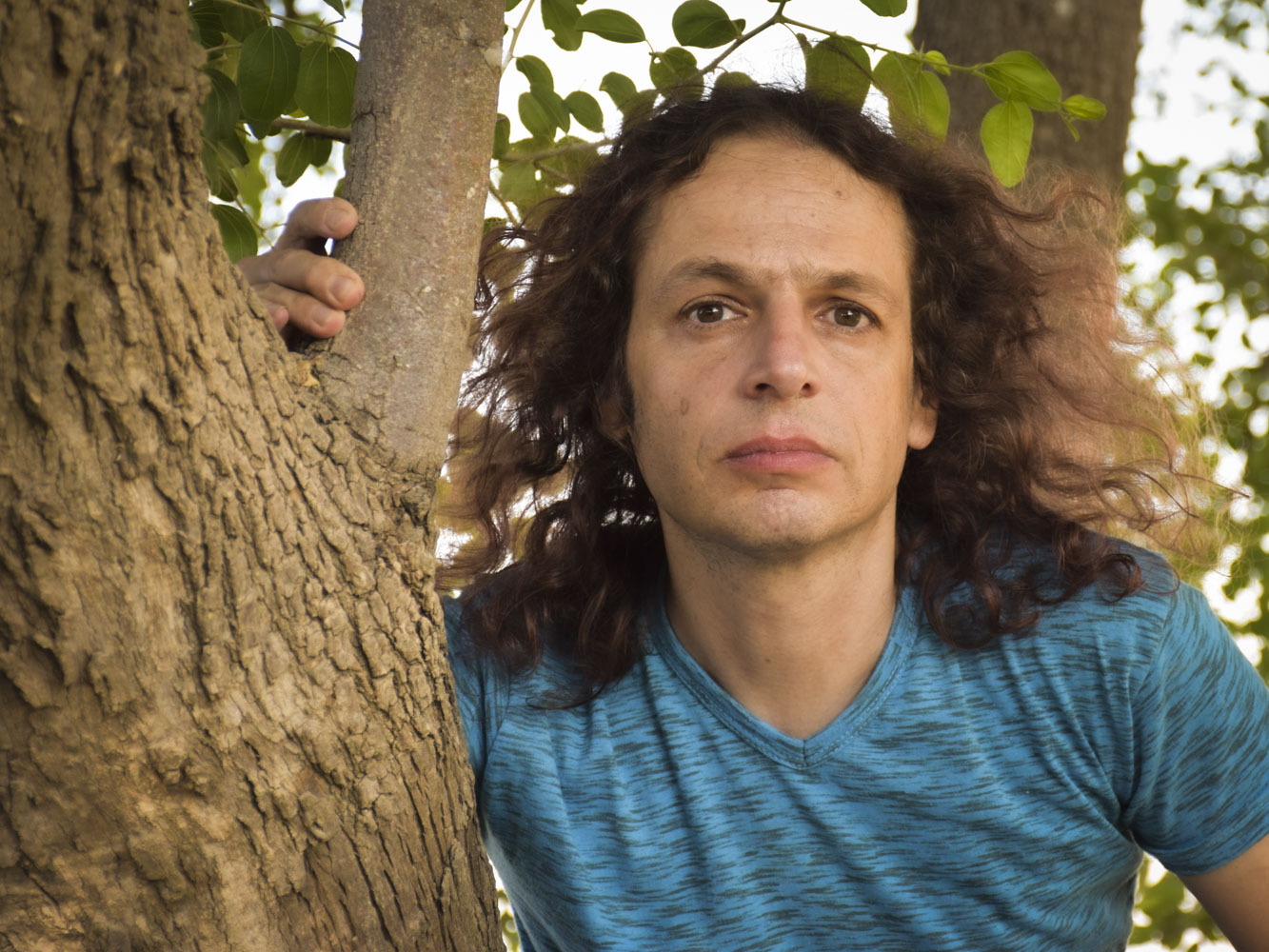
Amir Hetsroni (2019)

Amir Hetsroni (hebräisch אָמִיר חֶצְרוֹנִי Amīr Chetzrōnī; * 6. Februar 1968 in Tel Aviv, Israel) ist ein israelischer Kommunikationswissenschaftler und Professor an der Koç-Universität in Istanbul. Als Schriftsteller und Publizist in Israel ist er außerdem für seine extrem polarisierenden Ansichten bekannt.

## Leben
Hetsroni wurde 1968 in Tel Aviv als einziges Kind von Sima, geborene Kolcher (1932–2011), und David Hetsroni, ursprünglich Shtagovsky (1931–2016), geboren. Nach Abschluss seiner Gymnasialausbildung wurde er für drei Jahre zu den israelischen Streitkräften eingezogen. Er wurde zunächst in Nablus und als Wachmann auf einer Militärbasis in Tel Aviv eingesetzt, bevor er zwei Jahre als Militärkorrespondent diente. 1993 schloss er sein Studium an der Universität Tel Aviv mit einem BA in Psychologie sowie in Kino und Fernsehen ab. 1996 erhielt er einen MA und 1999 einen Doktortitel in Kommunikationswissenschaft an der Hebräischen Universität von Jerusalem. Von 2000 bis 2008 arbeitete er als Privatdozent am Max Stern Yezreel Valley College, bevor er 2009 Professor an der Universität Ariel wurde, die ihn 2014 entließ, nachdem er einen Artikel verfasst hatte, der die BDS-Bewegung unterstützte und eine abweichende Meinung zum Israel-Gaza-Konflikt 2014 zum Ausdruck brachte. Im Mai 2015 verließ er Israelī und zog nach Dänemark. Nachdem er eine kurze Zeit in Kopenhagen gelebt hatte, übersiedelte er nach China und lehrte für ein Jahr an der Xi’an Jiaotong-Liverpool Universität in Suzhou, dann zog er in die Türkei und wurde hauptberuflicher außerordentlicher Professor an der Koç-Universität in Istanbul. 2021 wurde von der Koç-Universität entlassen, angeblich weil er die Fenster zu seiner Wohnung offen gelassen haben soll, doch Hetsroni selber vermutet, dass er wegen privat geübter Kritik gegenüber der Türkei und der Universität entlassen wurde. Hetsroni veröffentlichte hunderte Artikel, in denen er postzionistische Ansichten äußert, einen Roman („Familienfehde“ – Hebräisch) über die Mauerblümchenerziehung in den 1980er Jahren und, in Zusammenarbeit mit Racheli Rottner, einen Bildroman („Verloren in China“ – Hebräisch), der auf seiner turbulenten, halboffenen romantischen Beziehung mit Shirin Noufi, einer israelisch-arabischen Anwältin, basiert. Hetsroni ist mit Absicht kinderlos.
Hetsroni verfasste und edierte fünf Bücher und fast 100 Zeitschriftenartikel und Buchkapitel. Seine Forschungsschwerpunkte sind Sex, Gewalt und andere anstößige Inhalte in Fernsehprogrammen und Werbung sowie deren Auswirkungen auf unsere Wahrnehmung des täglichen Lebens. Er zeigte, dass im Gegensatz zur allgemeinen Annahme stationäre Patienten in Arztserien häufiger sterben als in echten Krankenhäusern und dass bei religiösen Zuschauern, anders als bei nicht religiösen, mit zunehmendem Fernsehkonsum die Angst vor Verbrechen und Terror abnimmt. Im Wesentlichen schließt sich Hetsroni der Kultivationshypothese an, die darauf hinweist, dass das routinemäßige Fernsehen die Zuschauer unbewusst dazu veranlasst, die Welt mit Fernsehaugen zu sehen, aber er nimmt für diesen Effekt ein geringeres Ausmaß an als die theoretischen Befürworter George Gerbner und Larry Gross. Hetsronis originärster Beitrag zur wissenschaftlichen Literatur ist das Konzept der pluralistischen Medienignoranz. Nach diesem Konzept steigt mit der Sättigung der konsumierten Fernsehsendungen mit anstößigen Inhalten die Wahrscheinlichkeit, dass die Zuschauer die tatsächliche Häufigkeit solcher Inhalte überschätzen.
Er war Mitherausgeber der Zeitschriften Communication Research Reports und Corporate Communications und zählt nach einer 2008 im Journal of Advertising veröffentlichten Studie zu den 100 produktivsten Autoren im Bereich der Werbewissenschaft.
Im Mai 2020 erschien als Wettbewerbsbeitrag zum Switzerland International Film Festival (SIFF) der Dokumentarfilm „Amir Hetsroni: Fallstudie“ des schweizerisch-israelischen Psychologen und Filmregisseurs Giuseppe (Yossi) Strenger. Der Film war Ende 2016 nach dem Tod von David Hetsroni – Amirs Vater – gedreht worden und zeigt Amirs Trauerprozess und seine Beziehung zu Shirin Noufi, seiner damaligen Partnerin. Der Film gewann beim Festival den ersten Preis in der Kategorie „Bester Dokumentarfilm“. Später in diesem Jahr wurde „Amir Hetsroni: Fallstudie“ auch für Out of the can film festival in England und für Austria International Film Festival ausgewählt, wo es den Preis für „Bester Schnitt“ gewonnen hat.

## Politische Ansichten und ideologische Debatten
Hetsroni beschreibt sich selbst als „Antizionist, der nicht pro-arabisch ist“. Er sprach sich für den Kolonialismus und gegen die Aufnahme von Flüchtlingen aus der Dritten Welt aus. Seit Anfang der 2010er Jahre wird Hetsronis Name mit verschiedenen Skandalen in Verbindung gebracht, in denen er kontroverse Auffassungen zum Ausdruck brachte. Als sich 2011 ein sozialistischer Protestler bei einer Demonstration selbst in Brand steckte, bemerkte Hetsroni, dies sei „ein kostengünstiger Weg, einen Sozialparasiten loszuwerden“. 2013 beschrieb er Feministinnen, die im Slutwalk marschierten, als „zu unförmig, um angeschaut zu werden“ und sagte, dass er, vor die Wahl zwischen einer Katze und einer Feministin gestellt, die Katze retten würde, da Katzen dankbarer seien als Feministinnen. Er verklagte eine feministische Aktivistin, die ihn „frauenfeindlicher Konsument von Prostitution“ genannt hatte, wegen Verleumdung und gewann. 2014 beschrieb er den israelischen Krieg in Gaza als Massaker und 2015 beschuldigte er die Mizrachim-Juden beim Sieg des rechten Flügels bei den Parlamentswahlen und fügte hinzu, dass diese Juden in ihrer Heimat hätten bleiben sollen. Dies führte zu öffentlichem Aufschrei und der Forderung, Hetsroni wegen der Verbreitung von Rassismus und Hassreden zu belangen. Weitere Forderungen folgten 2016, als Hetsroni die Nationalflagge entweihte, indem er ein Bild veröffentlichte, auf dem er mit der Flagge den Boden in seinem Haus wischte, und 2017, als er ein Bild von sich auf den Gräbern von Soldaten postete und erklärte, diese seien „Idioten, die nicht wussten, wie sie sich der Einberufung entziehen sollten“. Israels Generalstaatsanwalt wies alle Forderungen danach zurück, Hetsroni vor Gericht zu stellen, und stellte fest, dass dessen Worte in den Bereich der Redefreiheit fielen. Trotzdem löschte Facebook Hetsronis Seite mit der Begründung, dass er Hassreden verbreite. Hetsroni klagte im Jahr 2018 gegen diese Entscheidung. 2018 nannte Meir Mazuz, ein bekannter Rabbiner, Hetsroni „Inkarnation des Teufels“. Hetsroni selbst gab stolz bekannt, dass er „kein Jude mehr“ sei.

## Veröffentlichungen (Auswahl)
- Ellis, L., Hershberger, S., Field, E., Wersinger, S., Pellis, S., Geary, D., Palmer, C. T., Hoyenga, K., Hetsroni, A., Kazmer, K.: Sex differences: Summarizing more than a century of scientific research. Routledge, London 2008. ISBN 978-0-203-83805-1
- Hetsroni, A. (Ed.): Reality television: Merging the global and the local. Nova Science Publishers, Hauppauge, NY 2010. ISBN 978-1-61668-315-3.
- Hetsroni, A.: Advertising and reality: A global study of representation and content. Continuum, NY 2012. ISBN 978-1-4411-9194-6.
- Hetsroni, A. (Ed.): Television and romance – Studies, observations and interpretations. Nova Science Publishers, Hauppauge, NY 2016. ISBN 978-1-63485-077-3.
- חצרוני, א' (2013). פיצוחים . ת"א: ידיעות ספרים (Roman auf Hebräisch).
- Hetsroni, A., Tuncez, M. (Eds.): It happened on Tinder: Reflections and studies on internet infused dating. Institute of network cultures, Amsterdam 2019. ISBN 978-94-92302-44-1.